# Villefranche-sur-Saône
Villefranche-sur-Saône és un municipi francès, situat al departament del Roine i a la regió d'Alvèrnia-Roine-Alps. L'any 2013 tenia 38.531 habitants.
És conegut per ser capital del Beaujolais.